# Burgruine Osternohe

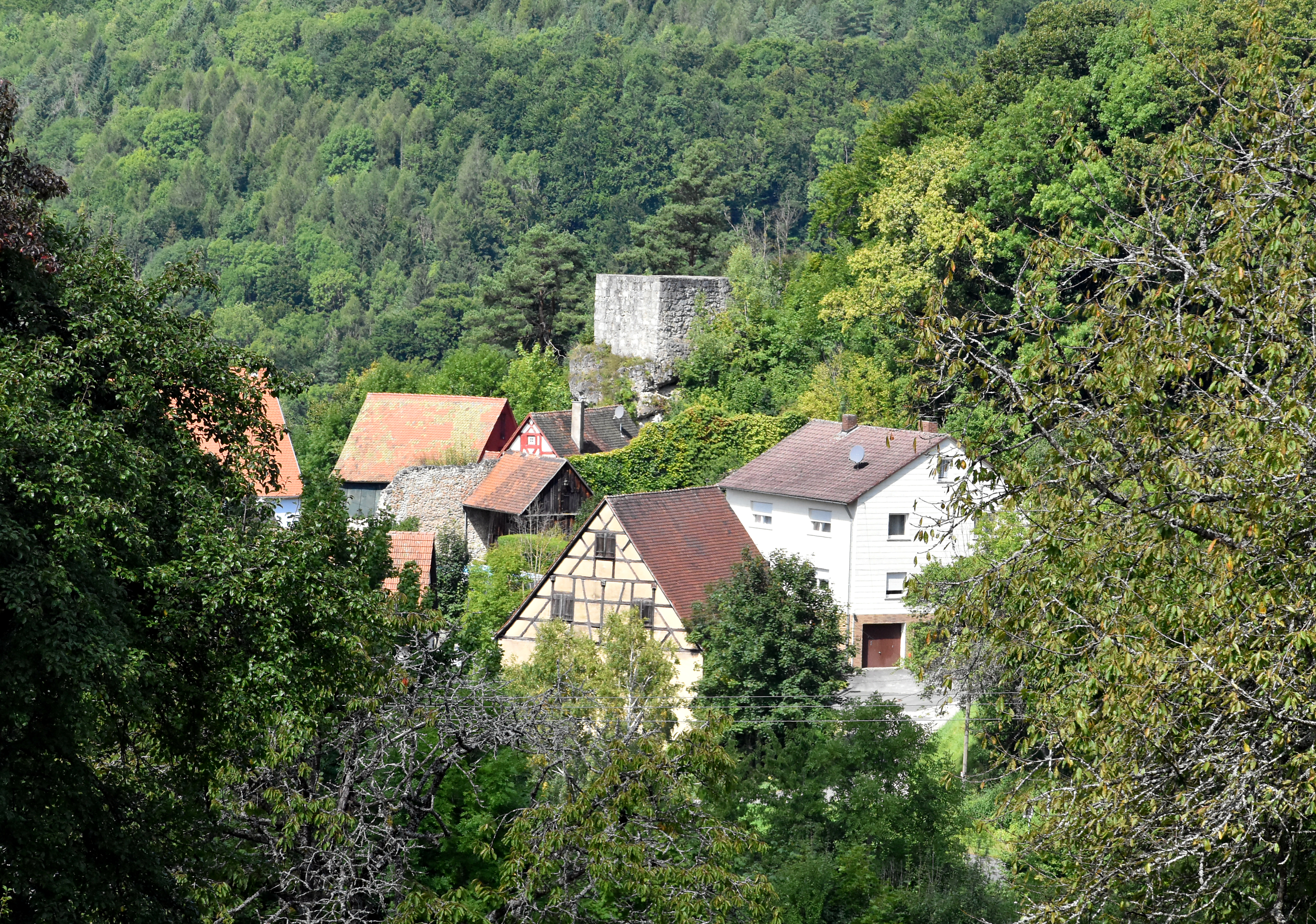
Die Burgruine von Südosten aus

Die Burgruine Osternohe war eine  hochmittelalterliche Adelsburg über dem Ort Osternohe nordöstlich von Schnaittach im mittelfränkischen Landkreis Nürnberger Land in Bayern. Die Unterburg ist größtenteils in Privatbesitz und kann nicht betreten werden, die Oberburg ist frei zugänglich und dient als Aussichtspunkt.

## Geographische Lage
Die Ruine der Höhenburg liegt im Naturpark Fränkische Schweiz-Veldensteiner Forst auf einem nach Südwesten gerichteten, felsigen Sporn des Schlossberges auf ungefähr 515 Meter Höhe über dem Ort Schloßberg, einem Gemeindeteil des Marktes Schnaittach. Die Ruine ist auf Wanderwegen von Osternohe und Schloßberg aus leicht zu erreichen.
In der Nähe befinden sich noch weitere Burgen und Ruinen: in östlicher Richtung die Burg Hohenstein, nördlich die ehemaligen Burgen Riegelstein, Spies und Wildenfels.
In westlicher bzw. südwestlicher Richtung kann man den Burgstall auf dem Hienberg und den Burgstall Alter Rothenberg sehen.
Die Festung Rothenberg liegt etwa vier Kilometer südlich der Burgruine Osternohe.

## Geschichte der Burg

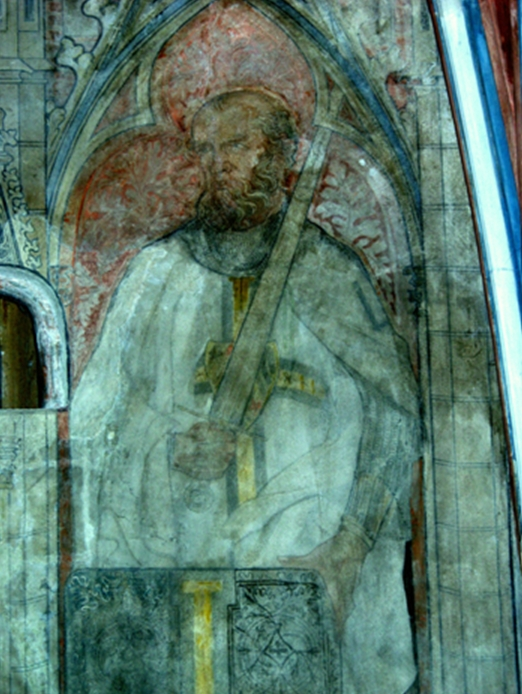
Abbildung eines Ausschnittes der Galerie der Meister und Hochmeister des Deutschen Ordens im Kapitelsaal der Marienburg, auf der Meister Poppo von Osterna (Poppo IV.) zu sehen ist

Über das genaue Alter der Burg Osternohe gibt es noch keine archäologische Untersuchung. Auf historischen Fotografien und einer Zeichnung von J. L. Hoffmann aus dem Jahr 1773 ist noch der ursprüngliche Bergfried zu sehen, dessen Mauer-Außenschale aus größeren Quadern bestand und daher vorsichtig in die Jahrzehnte um 1200 datiert wird. 

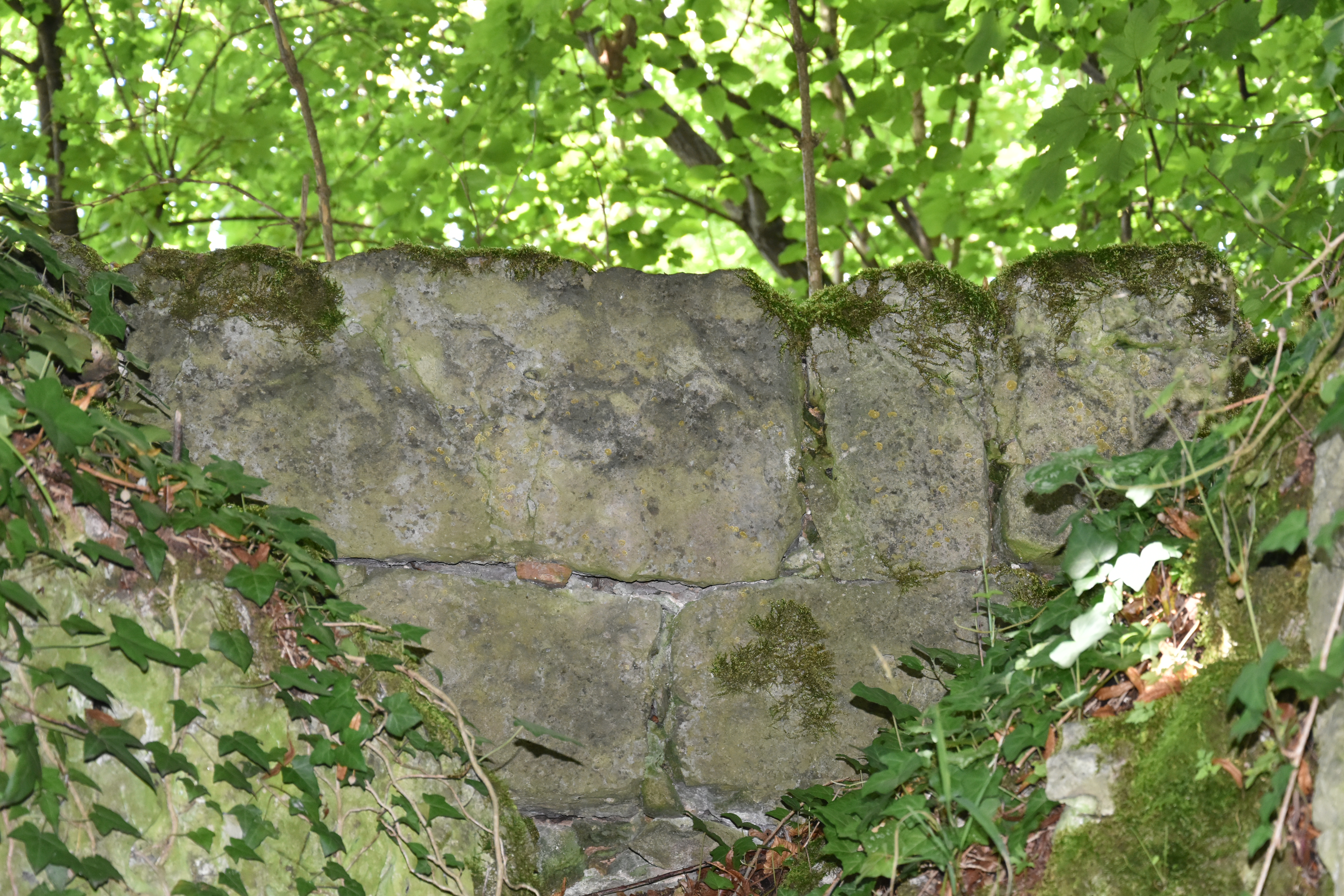
Reste von romanischem Quadermauerwerk im Bereich der Oberburg.

Der Name Osternohe tauchte erstmals 1169 mit dem Edelfreien Poppo de Osternahe auf. Ob diese Familie damals schon auf der Höhenburg saß, oder wie Hellmut Kunstmann und Gustav Voit vermuten, auf einer Turmhügelburg im Tal auf der Stelle einer urkundlich überlieferten „Turmwiese“, ist nicht bekannt.
Die Höhenburg Osternohe wurde 1228 schon als „castrum Osternach“ in einer von König Heinrich VII. bestätigten Urkunde bezeugt. Die Edelfreien von Osternohe zählten vermutlich zur höheren Reichsministerialität. Poppo II. und sein Bruder Konrad von Osternohe traten 1199 als Urkundenzeugen für König Philipp auf. Poppo III. war 1211 bis 1220 Würzburger Kanoniker. Das bedeutendste Familienmitglied war Poppo IV., er beteiligte sich 1229 am Kreuzzug des römisch-deutschen Kaisers Friedrich II. nach Jerusalem und nahm 1241 an der Schlacht von Liegnitz teil. Er amtierte von 1253 bis 1257 als Hochmeister des Deutschen Ordens. Er war vermutlich auch an der Gründung der preußischen Stadt Königsberg beteiligt. 1257 legte er sein Amt als Hochmeister krankheitsbedingt nieder und wurde 1264 Komtur in Regensburg. Nachdem er vermutlich 1265 verstorben war, wurde er im Kloster Mallersdorf begraben. Die Osternoher waren auch verwandt mit dem fränkischen Dynastengeschlecht der Hohenlohe. 1254 verkaufte Engelhard de Osterna die Burg an Gottfried von Hohenlohe.
Aus einer Urkunde von 1327 geht hervor, dass sich Rienold aus dem Geschlecht der Neidunge nach Osternohe nannte, und 1330 wurde ein Wolfram Vogt von Osternohe erwähnt; für wen sie die Burg verwalteten, ist nicht genau bekannt. Es wird angenommen, dass Gottfried von Hohenlohe-Brauneck unter anderem die Burg Osternohe 1326 an Friedrich IV., den Burggrafen von Nürnberg, verkaufte. Jedoch fehlt hierfür ein Nachweis.
Erst 1354 wurde mit Berthold Haller ein burggräflicher Vogt zu Osternohe erwähnt.
Die Burg war seit 1385 ein burggräflicher und ab 1427 ein markgräflicher Amtssitz.
Die erste teilweise Zerstörung der Burg erfolgte im Ersten Markgrafenkrieg am 9. März 1450 durch Nürnberger Truppen, die die Vorburg bzw. Unterburg niederbrannten. Sie wurde nach 1457 durch Hans von Egloffstein, der als markgräflicher Amtmann noch bis in die 1470er Jahre auf der Burg saß, wiederhergestellt.
Auch im Zweiten Markgrafenkrieg, in dem Albrecht II. Alcibiades unter anderen gegen die Reichsstadt Nürnberg zog, wurde die Burg Osternohe von Nürnberger Söldnern am 23. Mai 1553 geplündert und in Brand gesteckt, aber spätestens ab 1573 wiederhergestellt; sie diente weiter bis 1722 als markgräflicher Amtssitz.
1766 wurde das seit 1694 zum Oberamt erhobene Amt im Zuge einer Verwaltungsreform aufgehoben und dem Oberamt Pegnitz zugeteilt. Die Burg war aber schon vorher nicht mehr bewohnbar und verfiel weiter. Nach 1766 beschädigte ein Blitzschlag den Bergfried, die restlichen Gebäude dienten der Bevölkerung als Steinbruch. Der Kartograph Johann Christoph Stierlein stellte 1816 eine erstmals sehr präzise Karte des Burgbereichs mit dem noch vorhandenen Bestand fertig. Anfang des 19. Jahrhunderts wurde die Ruine teilweise privatisiert und sollte später gänzlich abgebrochen werden, was aber durch Hellmut Kunstmann verhindert werden konnte. Erst im Jahr 1968 wurde der Bergfried restauriert, allerdings machte man aus dem einst fünfeckigen Bergfried den heutigen quadratischen Turmstumpf. Die restliche Burganlage verfällt weiter.